# 레너드 듀피 와이트
레너드 듀피 와이트(Leonard Dupee White), 1891년 1월 17일 ~ 1958년 2월 23일)는 미국의 역사가이다.
Massachusetts에서 John Sidney와 Bertha ha. (Dupee) White 사이에서 태어났다. 1914년 Dartmouth에서 학사 학위를 받고, 3년 동안 학생들을 가르친 뒤 1915년 석사학위를 받았으며 1921년 시카고 대학에서 박사학위를 받았다. 화이트의 기법들은 그룹화 된 미국 대통령들의 임기기간 동안의 맥락에서 행정학을 연구하기 위한 것이었다. 한 분야의 위대한 창시자인 화이트는 루즈벨트 대통령 정부에서 근무한 후 시카고대학교에서 일했다. 화이트의 역사 저서인 “행정학 역사 연구”의 4권 중 마지막은 공화당의 시대:1869~1901이다. 이 책은 Jean Schneider의 도움으로 그가 사망한 해인 1958년 Macmillan에 의해 출판되었다. 다음해인 1959년 화이트는 Schneider과 함께 유작으로 역사부분 퓰리처상을 수상하였다.